# Jezera
 Ovo je glavno značenje pojma Jezera. Za druga značenja pogledajte Jezera (razdvojba).
Jezera su mjesto u općini Tisno u Šibensko-kninskoj županiji.

## Opis
U mjestu živi oko 1000 stanovnika, na jugoistoku otoka Murtera. Upravno pripadaju općini Tisno, nakon Tisnog, drugo su najveće naselje u općini. Mjesto je dobitnik brojnih priznanja Hrvatske turističke zajednice, europskih udruženja, časopisa, a posljednja od njih su nagrada za naljepšu rivu dodijeljena u rujnu 2011. godine. i "Plavi cvijet" dodijeljen u listopadu iste godine.

## Zemljopis
Naselje je smješteno na jugoistoku otoka Murtera, brojem stanovnika najvećeg i najgušće naseljenog otoka u Šibensko-kninskoj županiji, u uvali prirodno zaštićenoj od jakog vjetra, te se pruža u unutrašnjost otoka do uvale Lovišća, u kojoj je smješteno turističko naselje Jezera-Lovišća. Jezera su udaljena 28 km od Šibenika, 60 km od Zadra (55 km od Zračne luke Zadar), a od Splita 110 km (90 km od Zračne luke Split). Mjesto je 7 km udaljeno od Jadranske magistrale (D8), s koje se skreće na državnu cestu (D121) koja vodi preko Tisnog do otoka Murtera.

## Stanovništvo
Jezera su jedno od rijetkih mjesta na otocima u Hrvatskoj koja su u posljednjih 30 godina vratili dio stanovništva i u zajednicu primili novopridošle stanovnike i tako ostvarila blag, ali značajan demografski rast te broje oko 1000 žitelja, dok ljeti, uz prisutnost mnogobrojnih turista taj broj višestruko raste. Hrvati čine većinsko stanovništvo Jezera (97%).
| broj stanovnika | 492   | 542   | 567   | 610   | 644   | 707   | 804   | 829   | 959   | 938   | 936   | 894   | 784   | 838   | 841   | 886   | 798   |
|                 | 1857. | 1869. | 1880. | 1890. | 1900. | 1910. | 1921. | 1931. | 1948. | 1953. | 1961. | 1971. | 1981. | 1991. | 2001. | 2011. | 2021. |

## Povijest
Prvi pisani podaci o Jezerima datiraju iz 1298. godine. No mjesto je puno starije, jer su nedaleko samog mjesta, u uvali Podjasenovac 1938. godine u jednoj gomili kamenja nađena dva groba ilirskog plemena Liburna. Takvih sličnih gomila u okolici mjesta ima dosta. Posebno se ističe velika gomila nalik krnjem stošcu do čijeg se vrha uspinje spiralno. Mještani je zovu "Pudarica" jer su u starije vrijeme na njoj pudari, odnosno poljari, čuvali polja.
No, iako dominira iznad velikog prostora vinograda, voćnjaka i maslinika, ipak je više okrenuta moru, nad uvalom Murtar (sv. Nikola). Don Krsto Stošić u svome djelu «Sela šibenskog kotara» (1941.) smatra da je to bila ilirska građevina koja je služila kao stražarnica nad uvalom s koje su predhrvatski žitelji ovoga kraja davali znakove brodovlju od čega i ime brežuljka i uvale, a kasnije i otoka Mor – tar što znači morska tvrđa.
Ime Jezera dolazi od toga što se kišnica zaustavlja na djelu nepropusnog tla pa stvara velike lokve. Blato ili Jezero, u davnini močvarno tlo jugozapadno od samog mjesta, isušeno je zbog malarije početkom 20. stoljeća, dok je druga vodena površina zvana Lokva puna vode od prvih do zadnjih kišnih razdoblja.
Jezera su naselje specifične fizionomije. Razlikujemo po tipološkim karakteristikama tri izdvojena dijela, danas povezana suvremenom izgradnjom. Najmlađi dio naselja More proteže se uz obalu zaljeva. Od svih naselja na otoku, Jezera su prvo naselje koje počinje graditi kuće uz more već polovicom 18 st. od kojih su većina bile ladanjskog tipa. Do tada je postojala opasnost od naleta pljačkaša iz južne Italije, pa je mjesto bilo zbijeno i udaljeno od morske obale oko 500 m o čemu svjedoče dva starija oblika naseljenosti Selo i Košuluk.

## Poznate osobe
- Josip Tomin: pjesnik, humorist, publicist, kroničar, novinar.
- Brenda Brkušić, hrvatsko-američka filmska producentica

## Gospodarstvo
Jezerani se od davnina bave vinogradarstvom, maslinarstvom, voćarstvom, ribarstvom, pomorstvom i vađenjem pijeska i kamenja. Raspolažu s malo obradive zemlje pa su od davnina okrenuti moru. Vlasnici su brojnih otoka i otočića istočno i južno od otoka Murtera, uključujući dio otoka Kaprija i Žirja i manji dio posjeda na Kornatima. Poznati su kao vješti pomorci pa su im pomorstvo i ribarstvo važne grane privređivanja. Jezera imaju najviše ribara i pomoraca na otoku Murteru.
Danas su Jezera okrenuta turizmu i jedno su od vodećih mjesta u ovom dijelu Dalmacije. Jezera su i najuređenije mjesto u Republici Hrvatskoj jer već petu godinu za redom osvajuju najprestižnije priznanje za ljepotu i uređenost okoliša: "Plavi cvijet" Hrvatske turističke zajednice. U mjestu se nalazi hotel u neposrednoj blizini plaže i ACI marine Jezera koja je jedna od najnagrađivanijih i ekološki najosvještenijih nautičkih centara sjeverne Dalmacije i dobitnica Plave zastave. Na drugom kraju mjesta, u uvali Lovišća nalazi se turističko naselje i autokamp Jezera-Lovišća, isto tako nagrađivano i međunarodno priznato odredište za mnogobrojne europske kampere. Osim spomenutog autokampa, u Jezerima se nalaze još i autokamp More i autokamp Stella Maris u uvali Podjasenovac. Jezera su i izletničko središte, iz jezerske uvale kreću izletnički brodovi prema obližnjim otocima, Kornatima i Slapovima Krke.

## Obrazovanje
U Jezerima se nalazi Područna škola Jezera za djecu od 1. do 4. razreda, koja radi u sklopu Osnovne škole Vjekoslava Kaleba u Tisnome.

## Spomenici i znamenitosti
Jezerani su oduvijek bili pobožni ljudi na što upućuje i mnoštvo crkvica (najviše od svih mjesta na otoku), pa tako u Jezerima imamo crkvice Sv. Nikole, Sv. Roka, Sv. Konstancija, Sv. Ivana, te glavnu crkvu Gospe od Zdravlja koja je sagrađena 1722., a gradio ju je korčulanski majstor Jure Foretić. Crkva je jednobrodna s glavnom i dvije pobočne kapele. Ima sedam oltara i dva balkona i lijep je primjer mediteranskog baroka. Na glavnom oltaru ističe se reljef poprsja Marije s malim Isusom izrađen od srebra i pozlaćen. Osobito je zanimljiv oltar Gospe od Sedam žalosti koji se smatra jednim od najljepših drvenih oltara u Dalmaciji.
Crkva Sv. Ivana Trogirskog u luci iz 17. je st., a crkvica Sv. Roka u polju iz 16. st. crkvica sv. Konstancija na brdu Kružku građena je 1780. godine kao zavjetna crkva zaštitniku od malarije, odnosno velike vrućice koja je pratila tu bolest, a sagradili su je najvećim dijelom stanovnici mjesta koji su preboljeli tu bolest. Stradala je u drugom svjetskom ratu, a 1994 g. obnovljena je solidarnošću Jezerana. U uvali Murtar, koja se još zove sv. Nikola nalazi se crkva sv. Nikole iz 15. st. koja je dosta oštećena i slijedi njena obnova. 
Najviše spisa i oporuka vezane za mjesto su iz 15., 16. i 17. st. uglavnom pisani na glagoljici, hrvatskoj ćirilici i latinici. Osobito se dugo razvijala i brižljivo njegovala glagoljska pismenost o čemu govori podatak iz već spomenute Stošićeve knjige da je od 1750. – 1780. umrlo 11 svećenika rodom iz Jezera, a kojima se navodi još 10 popova i fratara Jezerana, a koji su službovali izvan Jezera. Svi su oni bili glagoljaši i potpomagali su osnivanje bratovština. 
U mjestu se nalazi i 10-ak metara visok spomenik u obliku obeliska od bijelog bračkog kamena, smješten na Trgu križa, koji je napravljen u čast Jezeranima koji su se borili u 2. svjetskom ratu.

## Kultura
KUD Koledišće Jezera osnovano je 1970. godine, iako organizirana kulturno umjetnička djelatnost datira iz kraja 19. stoljeća. Dobilo je ime po starom jezerskom trgu gdje su se palile običajni ognji – kolede, plesalo, skupljalo i prolazili pirovnjaci – svatovi. Kroz "Koledišće" su prošle generacije i generacije Jezerana od djedova, baka do unučadi, bilo kao članovi folklorno – plesne skupine, pjevačke skupine, dramsko – recitatorske skupine, etno radionice... "Koledišće" je nastupalo na svim poznatijim smotrama u Hrvatskoj, i to više puta, prezentirajući svoje mjesto i kraj vrlo uspješno, prikazujući osobito starinske običaje uz pjesmu i ples. Predstavljalo je Hrvatsku u Turskoj, Slovačkoj, Švicarskoj, Francuskoj, Sloveniji, Austriji i mnogim drugim državama. Za svoje brojne nastupe diljem domovine i inozemstva dobilo je brojna priznanja i nagrade, a 1996. god. ethno film HTV-a, u kojem su glavni akteri članovi "Koledišća" u prikazu Jezerskog mornarskog bala naziva "O Jezera misto ukraj mora", dobio je posebno priznanje Udruženja folklornih skupina Francuske na Međunarodnom festivalu folklornih filmova u Francuskoj.
Jezerski dani mora, manifestacija koja traje od sredine srpnja do početka rujna, nudi brojne priredbe kulturnog, zabavnog i sportskog sadržaja, od kojih se ističu " Kako su živili i feštali naši stari ", " Večer čakavske poezije i folklora ", " Ribarska fešta " i " Jezerska gastro večer ".

## Šport
- MNK Jezera je malonogometni klub čiji je dom teren u predjelu Jezera zvanom "Brošćica", igralište koje je od 2009. pokriveno umjetnom travom, sadrži tribine i poprište je nekoliko turnira godišnje na koje dolaze svi veći malonogometni klubovi iz dalmatinskih županija.

- U Jezerima djeluje Športsko ribolovno društvo Punta rata koje organizira godišnje međunarodno ribolovno natjecanje Big Game Fishing, priznato u svijetu i popraćeno velikim medijskim interesom.

- Stolnoteniski klub Pudarica

- Oko Jezera brojni su putovi i stazice kroz maslinike, borove šumice i makiju idealni za šetnje, vožnje biciklom na sve strane otoka. Nudi se i organizirano nordijsko hodanje (nordic walking).

Od 2012. godine održava se Lantina, regata tradicijskih jedrilica na latinsko jedro.

## Citati
"Na jednom od jadranskih bisera, na otoku Murteru, već stoljeća duga, živi mjesto Jezera, svijeno oko uvale poput gnijezda. Mjesto ugodno oku i uhu. Danju zarobljeno krikom galebova i glasanjem cvrčaka, a noću sićanom pjesmom slavuja i zrikavaca."

## Galerija
- Kuće uz glavnu cestu

## Vanjske poveznice
- http://www.tzjezera.hr/
- http://croatia.hr/hr-HR/Odredista/Mjesto/Jezera?ZHNcNzMscFw3
- http://www.otok-murter.hr/hr/  Arhivirana inačica izvorne stranice od 28. siječnja 2012. (Wayback Machine)
- http://www.tisno.hr/

|  | Portal Hrvatske – Pristup člancima s tematikom o Hrvatskoj. |